# 9313 Протей
9313 Протей (9313 Protea) — астероїд головного поясу, відкритий 13 лютого 1988 року.
Тіссеранів параметр щодо Юпітера — 3,345.